# Tell al-Ubaid
Le tell al-Ubaid (ou tell el-Obeid) (en arabe : العبيد) est un tell relativement petit à l'ouest d'Ur, dans le gouvernorat de Dhi Qar, dans le sud de l'Irak. Comprenant un sanctuaire et un cimetière, la majorité des vestiges proviennent de la période chalcolithique d'Obeïd, à laquelle le site a donné son nom.

## Découverte
Le site est mis au jour par Henry Hall en 1919, alors missionné par le British Museum. Leonard Woolley poursuit les fouilles en 1922 et 1923, puis Seton Lloyd et Pinhas Delougaz en 1937, ces derniers pour le compte de l'Oriental Institute de l'Université de Chicago.

## Localisation et description
Aujourd'hui, Tell al-Ubaid se situe à 250 km du golfe Persique, près de l’ancienne Ur, mais le littoral était plus proche à l’époque de son occupation. Le tell consiste en un monticule oblong qui mesure environ 500 mètres sur 300 mètres, sur un axe approximativement nord-sud.
Le sanctuaire, au nord du site archéologique, remonte aux premiers temps de l'époque sumérienne archaïque. Il repose sur une sorte de terrasses en briques formant un quadrilatère irrégulier et encerclé d'un mur, sur lequel s'élevait un temple consacré à la déesse Ninhursag qui ne laisse presque plus de traces. Sur la base du temple a cependant été trouvé une œuvre en cuivre représentant Imdugud, un aigle à tête de lion, entouré de deux cerfs. Le cimetière comprend 96 tombes, la plupart du début de la période proto-dynastique. Probablement construit ou restauré par le roi Aʾannepada, fils de Mesannepada, vers 2.400 ans av. J.-C., le temple était richement décoré, dont les deux colonnes incrustées de nacre, de calcaire rose et d'argile, ainsi que les façades surmontées de frises narratives représentant, entre autres, des rangées de taureaux. 

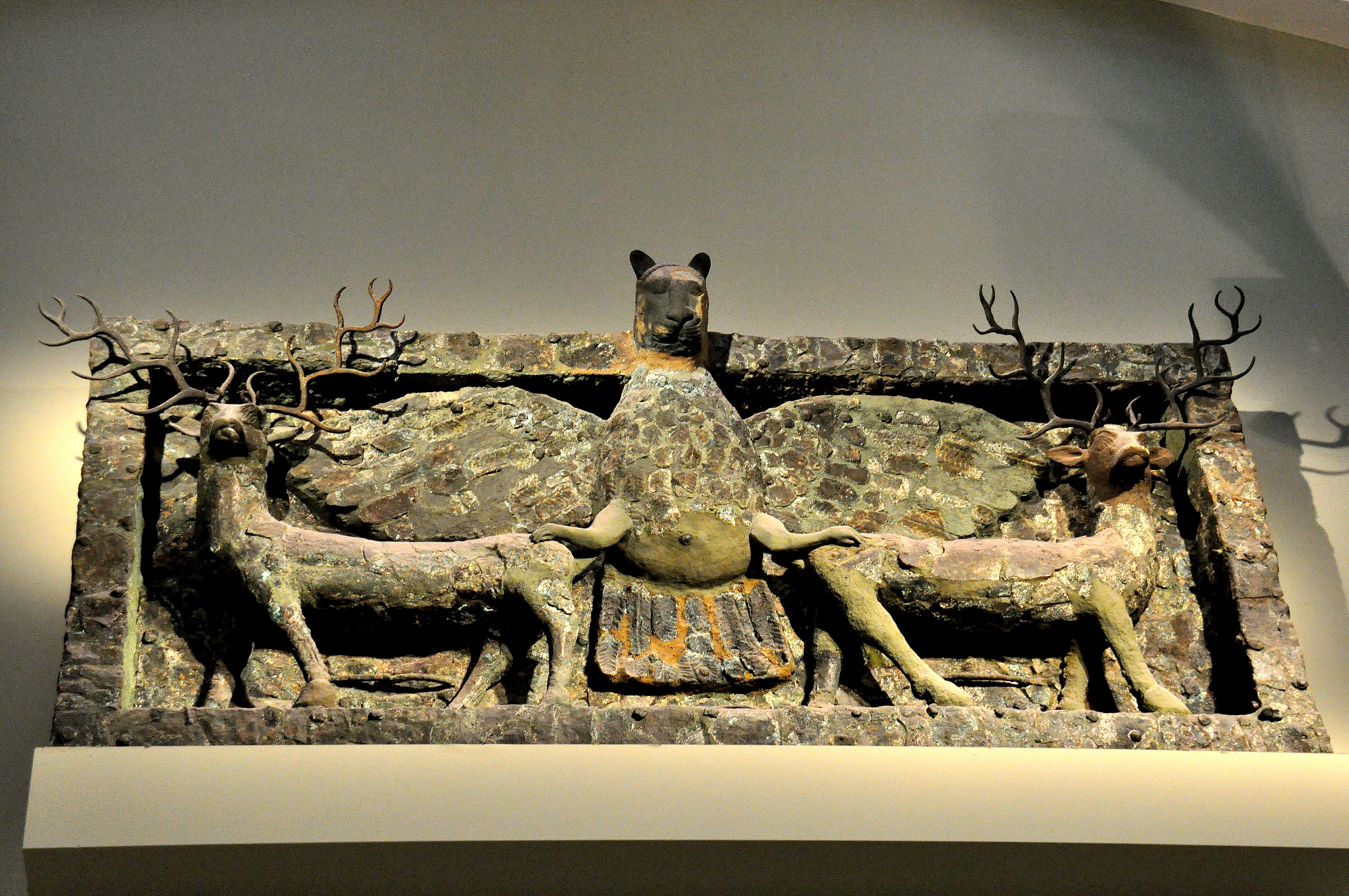
Frise d'Imdugud.

## Vestiges
Des fragments de poteries et des traces de fours destinés à leur fabrication furent exhumés. L'étendue de la dispersion des éclats de vaisselle indique la spécialisation artisanale de ce lieu, ce que confirment d'autres exemples géographiquement proches comme celui d'Eridu. Des céramiques peintes, des cratères et des décors vaguement naturalistes rappellent celles de Bender Bouchir ou de Tepe-Moussian.